# Болівійці
Болівійці — населення Болівії в широкому сенсі; має також інше, більш вузьке значення — іспаномовний народ, найчисленніший із тих, що населяють Болівію. Загальна кількість жителів цієї країни станом на 2006 рік становила 9,7 мільйонів чоловік.

## Національний склад

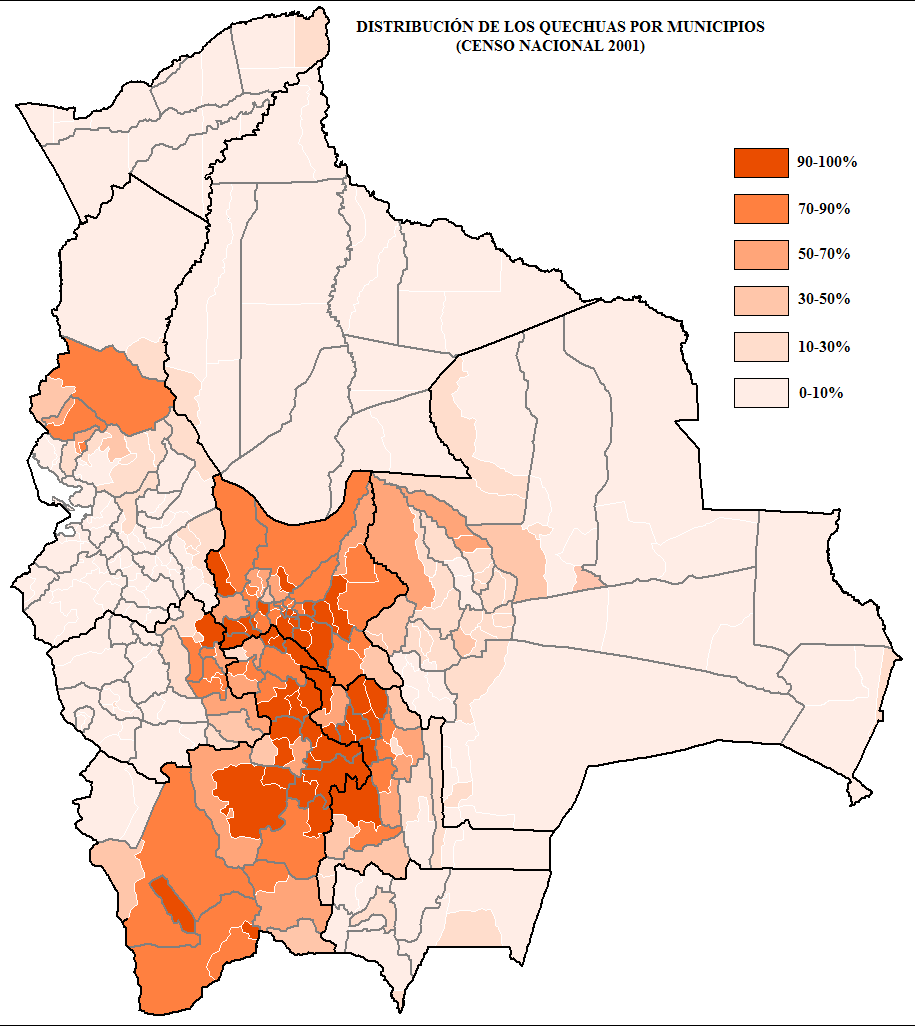
Розселення кечуа згідно муніципалітетів

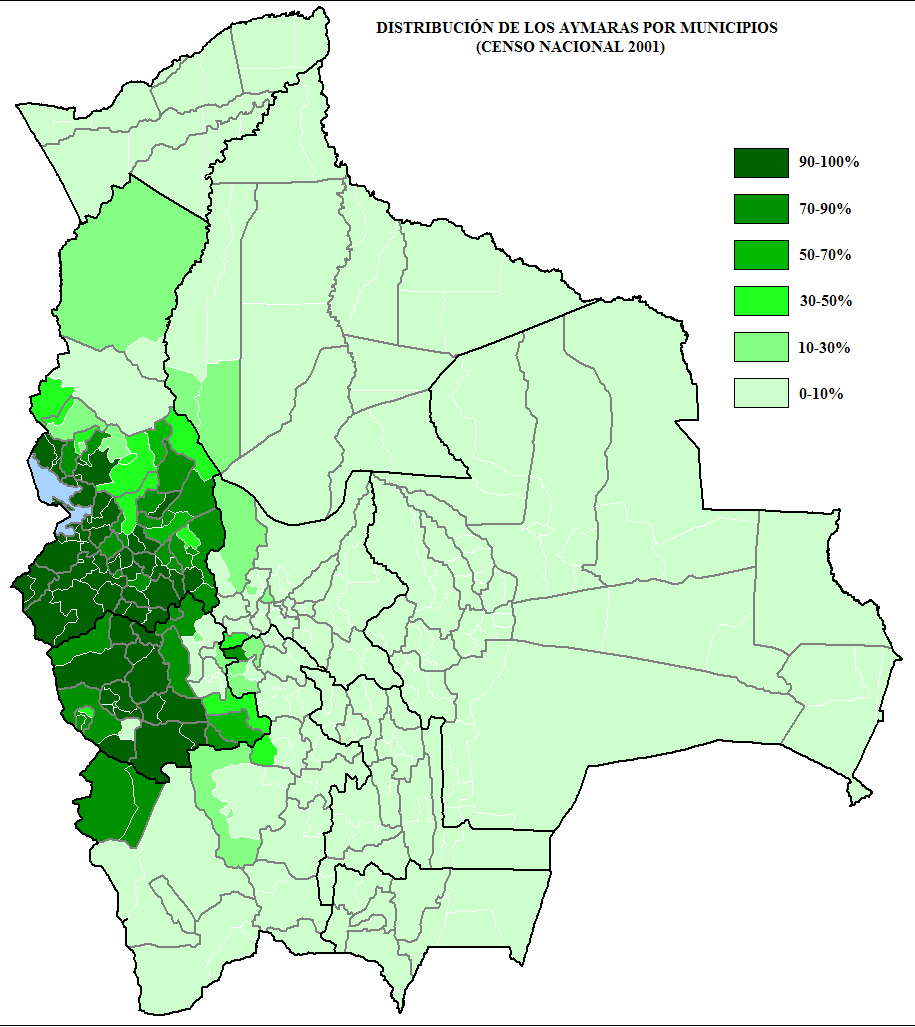
Розселення аймара згідно муніципалітетів

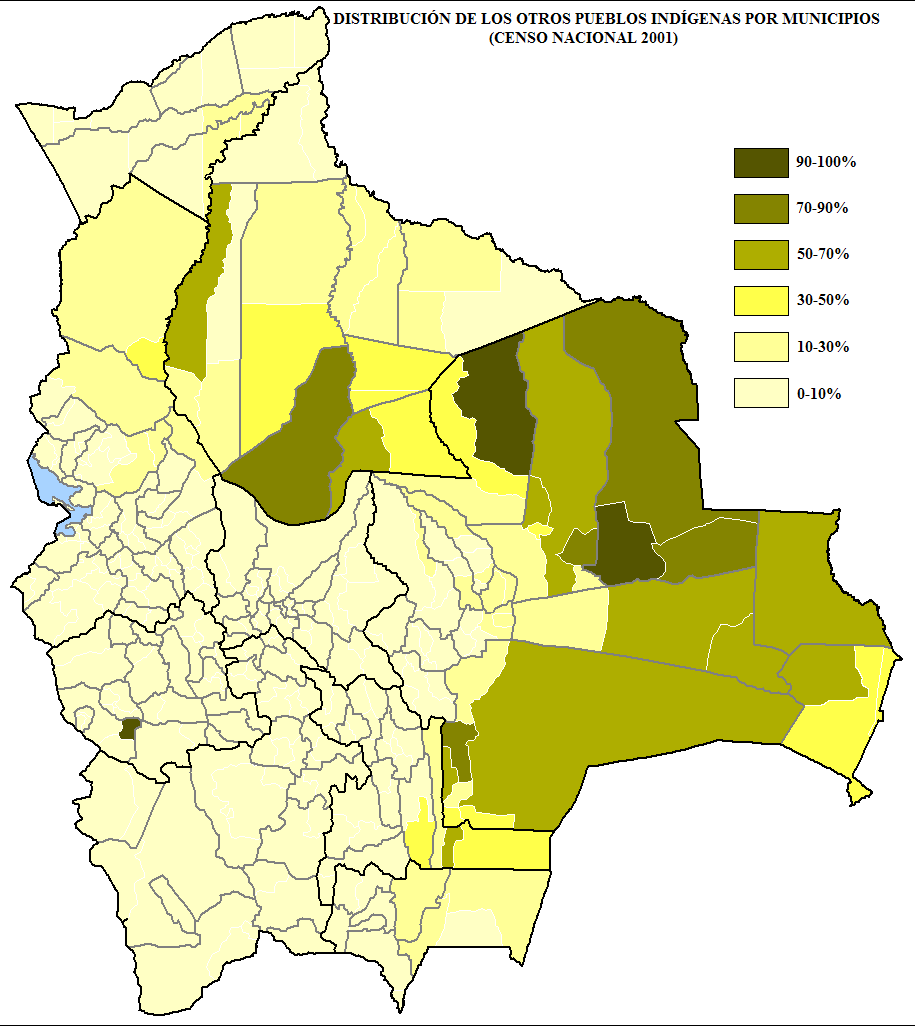
Розселення інших індіанських народів згідно муніципалітетів

Населення Болівії складається з 4 національних груп: іспаномовних болівійців (39,5 % від загальної кількості жителів), кечуа (32,9 %), аймара (23,8 %) й так званих «лісових індіанців»(2,5 %).
Іспаномовні болівійці є нащадками нечисленних іспанських переселенців, які вперше з'явились на території сучасної Болівії у другій третині XVI століття, й корінного індіанського населення — кечуа, аймара, тупі-гуарані та інші. В основній своїй масі це метиси, а також чоло — індіанці, які досконало володіють іспанською мовою та осіли в містах. Значну частину іспаномовних болівійців складають креоли — біла частина населення, яка не змішалась з іншими расовими групами, або ж населення, що має мізерну частину індіанської крові. Креоли складають від 15 до 30 % від загальної кількості іспаномовних болівійців. До цієї групи населення входить також невелика кількість негрів, мулатів і самбо (близько 10-15 тисяч чоловік). Група іспаномовних болівійців постійно зростає за кількістю, як за рахунок змішування різних етнічних груп, так і в результаті вищого серед них природного приросту населення.
Кечуа нині є найбільшим індіанським народом Америки, що утворює значну частку в населенні Перу, Еквадору та Болівії. Кечуа розселені компактно на величезній території в Андах від Колумбії на півночі до Аргентини й Чилі на півдні. Після утворення у XIV столітті на значній частині Південної Америки імперії інків, мова кечуа була прийнята в ній за державну, що сприяло асиміляції та розчиненню багатьох інших індіанських племен серед кечуа. Цей процес тривав також і за іспанського колоніального володарювання у XVI—XIX століттях.
Аймара є засновниками високорозвиненої індіанської культури Тіуанако, яка з'явилась ще в доінкський період. За часів інкської імперії власний культурний розвиток аймара було уповільнено, їх було сильно асимільовано кечуа. Значна частина аймара (племена колья, кольяуа, кольяуайя, а також частина племен канчі, кана, убіна й чарка) була також асимільована кечуа за колоніального панування.
До числа «лісових індіанців» належить найменш розвинена частина населення країни. Це тупі-гуарані, араваки, мовіма, самуко, каювава та деякі інші народності андо-екваторіальної мовної родини; чімапе, матако-матагуайо, гуайкуру та інші з же-пано-карибської родини; ітонама (родина макро-чибча). Разом існує понад 50 племінних груп «лісових індіанців», деякі з них налічують менше сотні чоловік. Найбільші племена серед тупі-гуарані — чиквіта (40 тисяч чоловік), чирігуано (22 тисячі чоловік), серед араваків — мохо (17 тисяч чоловік).

## Розселення й динаміка
Відповідно до останніх даних (станом на середину 2006 року), міських жителів у Болівії було 57 % (1985 року — 35 %), середня щільність населення становила 8,8 чоловік на 1 км² (1985 — 5,5 чоловік на 1 км²). Щорічний приріст населення становить 27/на 1 тисячу. За період з 1950 до 1983 року населення країни збільшилось у 2,2 раза, а з 1950 до 2006 — у 3,8 раза. Понад 2/3 населення Болівії проживає на висоті понад 3.700 метрів над рівнем моря.
В Болівії еміграція значно перевищує імміграцію. За межами країни, особливо у країнах Латинської Америки, проживає понад 200 тисяч болівійців. У той же час, у прикордонних з Перу та Бразилією районах проживає близько 50 тисяч вихідців із цих країн. В департаменті Пандо бразильці навіть складають половину населення. Внутрішні міграції спрямовані, в основному, із сільської місцевості до міст та гірничих районів.
За середньої щільності 8,8 чоловік на 1 км² населення країни розподілено вкрай неоднорідно. Географічно Болівія поділяється на 3 регіони — високогірний: Альтіплано, східні схили Анд: Юнгас та вкриту джунглями низовину на сході країни: Орієнте. Переважна частина жителів проживає у гірських долинах і на схилах Анд — в Альтіплано та Юнгасі, в також навколо озера Тітікака. Решта ж, низовинна частина країни, її центр та схід (3/5 території) практично не заселені — тут щільність становить менше 1 людини на 1 км². Так, якщо у 3 західних департаментах Ла-Пас, Кочабамба й Чукісака щільність населення наближається до 30-35 на 1 км², то у 3 східних департаментах Пандо, Бені й Санта-Крус вона становить 0,5 — 1 чол/1 км².
Іспаномовні болівійці проживають в основному в Юнгасі, на гірських рівнинах, а також у містах, де вони складають більшість населення. Це департаменти Санта-Крус, Тариха, Пандо, Бені й південна частина департаменту Чукісака.
Кечуа населяють центральну та південну частини плоскогір'я Альтіплано, департаменти Оруро, Потосі, Кочабамба й північну частину Чукісака. Проживають вони тільки на високогір'ї та у низовини не переселяються. Значною також є їхня доля серед міського населення. Разом же у Болівії проживає 16 % від загальної чисельності кечуа.
Аймара, поряд із тибетцями, є найвисокогірнішим народом у світі. Вони розселені, в основному, берегами озера Тітікака, а також у високогірних департаментах Оруро, Ла-Пас і Потосі, на схилах Кордильєри-Реаль, а також, у невеликій кількості, в тропічних долинах на сході Анд і на південному заході країни. Разом у Болівії проживає 70 % аймара — решта проживає в Чилі та Перу.
Лісові індіанці проживають на рівнинах Орієнте, в департаментах Санта-Крус, Бені, Тариха, Пандо, Чукісака й Кочабамба.
З інших народів слід відзначити німців, які переселились, в основному, з Парагваю (близько 15 тисяч чоловік). Вони проживають компактно в основному в департаменті Санта-Крус, в Орієнте.

## Мова та релігія

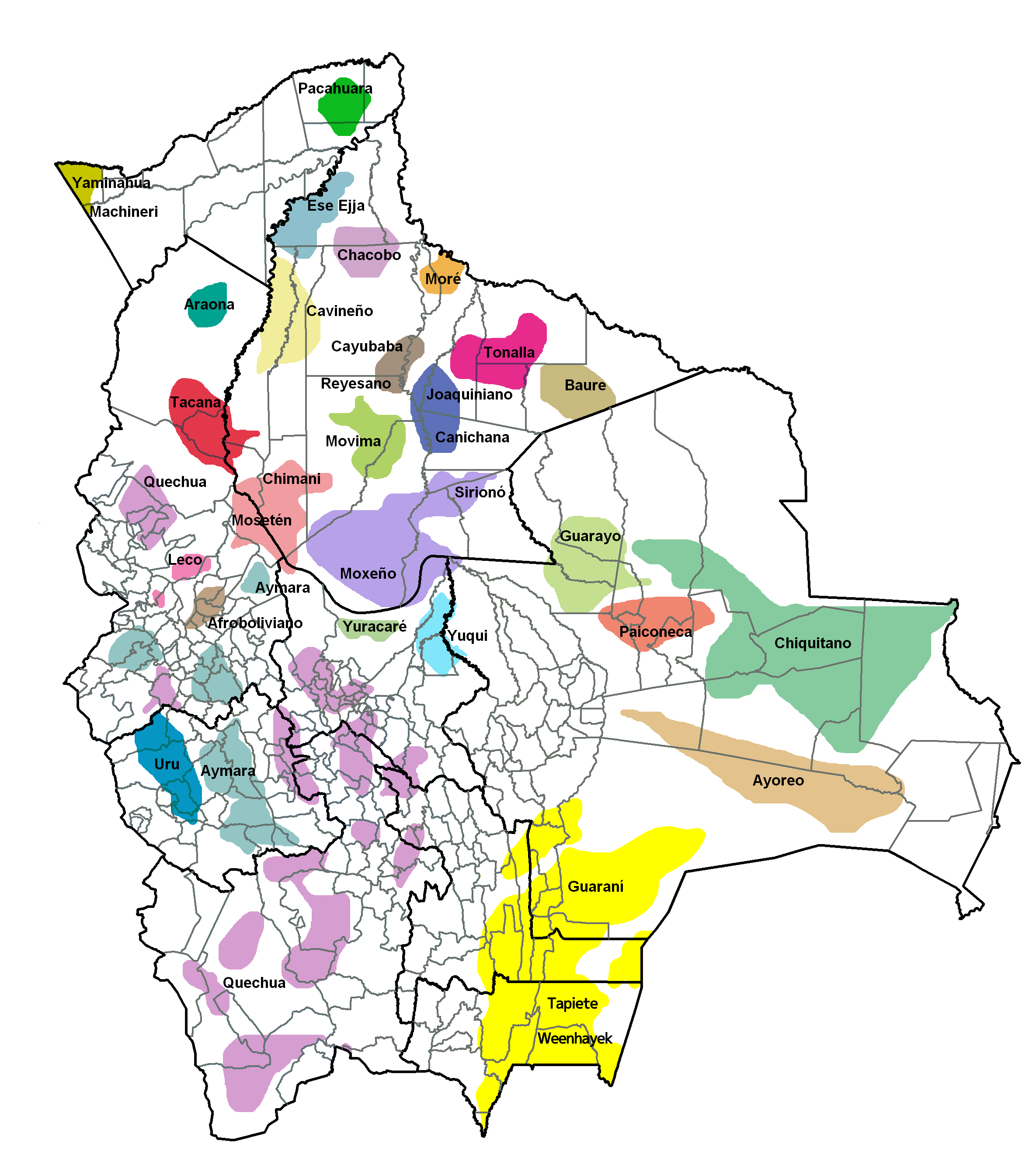
Географія поширення індіанських мов

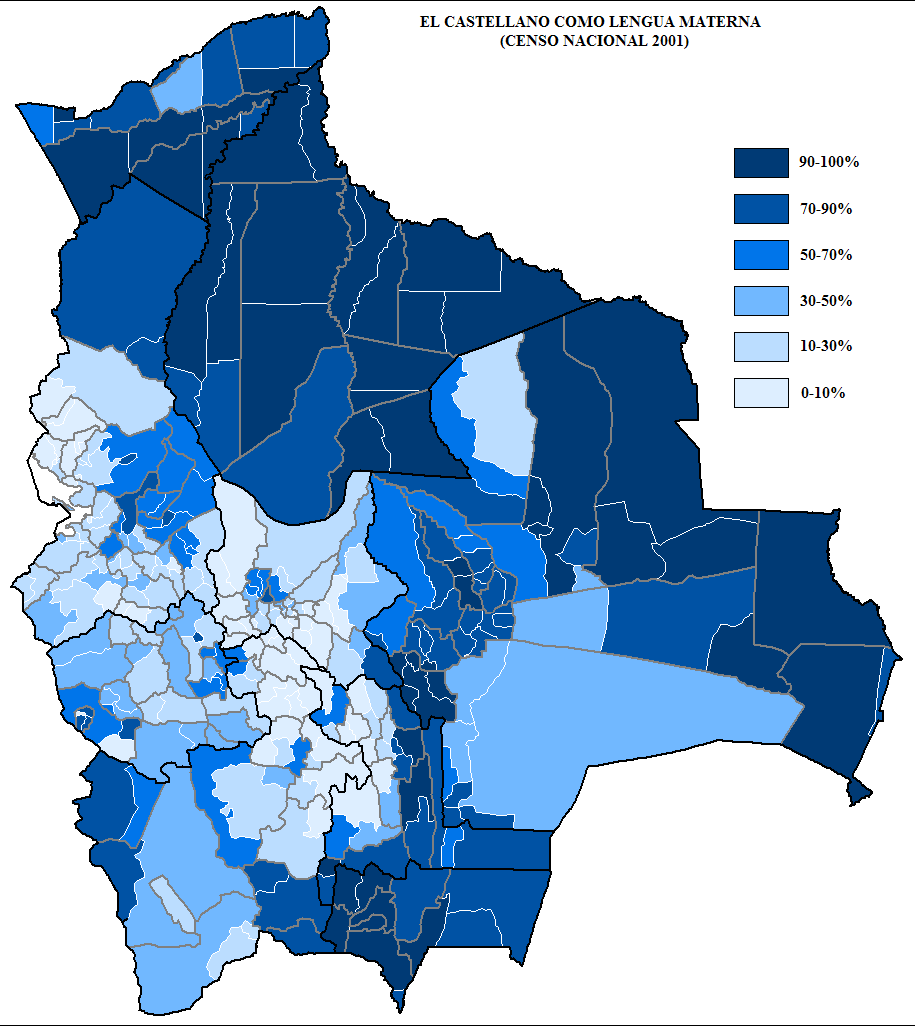
Розселення іспаномовних болівійців згідно муніципалітетів

В країні 3 державні мови — іспанська, кечуа та аймара. В цілому іспанською володіють 77 % населення, та доля ця постійно зростає. Болівійська іспанська сильно відрізняється від іспанської, яку знають в інших країнах Латинської Америки, оскільки містить велику кількість індіанських слів та висловів. Більшість іспаномовних болівійців є двомовними, вони знають іспанську та одну з індіанських мов — кечуа, аймара чи гуарані. Індіанці також між собою спілкуються рідною мовою, у містах же розмовляють іспанською. Разом у Болівії 39 % населення є двомовними, й 3 % — тримовними.
Більшість населення Болівії — католики. Індіанці частково зберігають свої традиційні релігії. В країні також близько 16 % протестантів — це в першу чергу баптисти, методисти й адвентисти сьомого дня. Німці переважною більшістю менноніти.
| Мови                    | людей     | відсоток  |
| ----------------------- | --------- | --------- |
| Кечуа                   | 2 281 198 | 25,08243  |
| Аймара                  | 1 525 321 | 16,77135  |
| Гуарані                 | 62 575    | 0,68803   |
| Інші індіанські         | 49 432    | 0,543519  |
| Іспанська               | 6 821 626 | 75,00576  |
| Іноземна                | 250 754   | 2,757113  |
| Тільки індіанська       | 960 491   | 10,56088  |
| Індіанська та іспанська | 2 739 407 | 30,12058  |
| Іспанська та іноземна   | 4 115 751 | 45,25388  |
| Тільки іспанська        | 4 082 219 | 44,88518  |
| Всі індіанські          | 3 918 526 | 43,085331 |